# 波梅齊亞
波梅齊亞（義大利語：Pomezia，義大利語發音：[poˈmɛttsja]），是意大利拉齐奥大区罗马首都广域市的一個市鎮。據2009年統計，其人口為60,000。

## 外部連結
- 官方网站 （義大利語）